# Schloss Cumberland
Schloss Cumberland är ett slott i Österrike.   Det ligger i distriktet Gmunden och förbundslandet Oberösterreich, i den centrala delen av landet, 190 km väster om huvudstaden Wien. Schloss Cumberland ligger 495 meter över havet.
Terrängen runt Schloss Cumberland är varierad. Närmaste större samhälle är Gmunden, 1,2 km sydväst om Schloss Cumberland. 
I omgivningarna runt Schloss Cumberland växer i huvudsak blandskog. Runt Schloss Cumberland är det ganska tätbefolkat, med 70 invånare per kvadratkilometer.